# Мартин Минев
Мартин Минев е български футболист, вратар, състезател на Сливнишки герой за Сезон 2016/2017.
Футболист №1 на Сливнишки герой за 2013 и 2018 година.

## Кариера
Израства в школата на столичния ПФК Славия (София), където тренира под ръководството на Любомир Гразданов. В периода 2009/2010 е неизменно част от юношеския национален отбор, където треньори са му Аян Садъков и Михаил Мадански. През 2009 г. старши треньорът на първия отбор на Славия Велислав Вуцов започва да го взима в първия състав на отбора, титуляр в който по онова време е Раис Мболи а втори вратар Емил Петров, като през лятната пауза е с отбора в Тетевен, а през зимната пауза заминава с отбора на лагер в Анталия.
През 2011 година за кратко е в отбора на Витоша (Бистрица).
През зимата на 2012 г. започва подготовка със ФК Сливнишки герой (Сливница), като е картотекиран в отбора през февруари същата година и се състезава с отбора в Западната „Б“ ФГ. След изпадането на отбора на Сливнишки герой от професионалния футбол Минев остава в отбора и се състезава в ЮЗ „В“ ФГ през сезон 2012/2013, въпреки че получава предложение да играе в чуждестранен отбор. Футболист №1 на ФК Сливнишки герой за 2013 година.
През зимната пауза на шампионата 2013-2014 преминава в тима на ФК Оборище (Панагюрище). В периода 2014-2015 година играе за Витоша (Бистрица), като за пролетта на 2016 е привлечен в елитния тим Пирин (Благоевград). От лятото на 2016 се завръща в тима на Сливнишки герой.
На 18 декември 2018 година, на официална церемония е обявен за Футболист на годината на Община Сливница за 2018 година.